# 財神有道
《財神有道》 是2010年中國開拍的電視劇，以古裝、神話、武侠作題材，由北京左岸影視投資管理有限公司制作，香港導演蔡晶盛執導，陳鍵鋒、鍾欣潼、何琢言、鄭奇、樊少皇等人主演。此劇取景於江蘇無錫影視基地水滸城，於2010年11月21日開機拍攝，已於2011年1月25日殺青。2013年2月18日於CCTV-1每天下午四集連播。

## 概要
講述道人有道意外昇仙後被分往財神府做清錢小吏，整日數銅錢，心生厭倦後，假意調戲八公主，不想八公主假戲當真非但力保有道當財神，還緊隨有道下凡人間，對有道一直不離不棄，兩人歷盡甘苦，終成眷屬，而有道也悟透財神秘籍成為財神。

## 播出時間及平台
| 頻道               | 所在地   | 播放日期及時間                    |
| ------------------ | -------- | --------------------------------- |
| 八度空間           | 马来西亚 | 2013年1月21日每週一至週五17:00    |
| HTV7               | 越南     | 2013年1月21日每週一至週五17:00    |
| MioTV CH502 佳樂台 | 新加坡   | 2013年3月26日起 週一至周五10:30PM |
| CCTV-1             | 中国     | 2013年2月18日每週一至週五13:00    |
| 江西衛視           | 中国     | 2013年2月21日每週一至週五09:35    |
| CCTV-8             | 中国     | 2013年2月27日每週一至週五19:00    |

## 演員陣容

### 主要角色
| 演員   | 角色            | 介紹 |
| 鍾欣桐 | 八公主 丁如意   | 小八 於第1集被錢魔挾持，後被有道明道所救 被有道調戲後，對其一吻定情 於第2集推薦有道成為財神 於第3集投胎下凡 於第30集歸天並成為財神奶奶 |
| 陳鍵鋒 | 柴有道          | 有道 於第1集被八公主騙得吃下蟠桃而成仙 於第1集成為清錢仙吏 因想被貶回凡間而調戲八公主，反被其愛上 於第2集因不想跟錢程爭奪財神之位而求賤神給其敗盡家財拳，使其與財無緣，以便成人之美 於第2集投胎下凡 於第18集受傷昏迷 於第19集失憶 於第23集恢復記憶 於第30集歸天並成為財神 |
| 何琢言 | 蘭花仙子 蘭郡主 | 於第3集投胎下凡 曾鍾情柴有道 於第24集與錢程結為夫妻 於第30集歸天，後被錢魔打散，最後再次投胎 |
| 鄭奇   | 錢 程           | 大師兄 與蘭花仙子相戀 被老財神推薦為下任財神 於第2集投胎下凡 於第24集與蘭郡主結為夫妻 於第30集再次投胎 |
| 樊少皇 | 明 道           | 於第1集被八公主騙得吃下蟠桃而成仙後成為執戟郎 於第2集投胎下凡 鍾情蘭郡主 於第26集戰死並升天 於第30集升職成為真武大帝一級護法 |
| 李國麟 | 老財神          | 推薦錢程為下任財神 於第30集退位予柴有道成為新任財神 |
| 周樂   | 皇 帝           | 實為李太后親兒子 |
| 王志華 | 八王爺          | 蘭花仙子投胎後的父親 於第28集遇害死亡 |

### 其他角色
| 演員     | 角色     | 介紹                                             |
| 淳于珊珊 | 賤神     | 於第2集給柴有道其敗盡家財拳使其與財無緣          |
| 端木新卉 | 百花教主 |                                                  |
| 鞏立峰   | 元寶     | 於第3集投胎下凡 於第30集歸天並重遇老財神和柴有道 |
| 徐小健   | 錢魔     |                                                  |
| 湯怡     | 靈兒     | 於第18集出場                                     |

## 資料來源
| 佳乐台 週一至週五 22:00 - 23：00 | 佳乐台 週一至週五 22:00 - 23：00            | 佳乐台 週一至週五 22:00 - 23：00 |
| -------------------------------- | ------------------------------------------- | -------------------------------- |
|                                  | 財神有道 （2013年3月26日－2013年5月7日）    |                                  |
| 終極一班2 (2013年2月5日-3月25日) | 姐姐立正向前走 (2013年5月8日-2013年6月19日) |                                  |

1. ↑  . 中视传媒无锡影视基地. 2010-11-21  [2011-04-24]. （原始内容存档于2016-03-04）.